# Germagnano
Germagnano (arpità Sen German) és un municipi italià, situat a la ciutat metropolitana de Torí, a la regió del Piemont. L'any 2007 tenia 1.291 habitants. Està situat a les Valls de Lanzo, una de les Valls arpitanes del Piemont. Limita amb els municipis de Cafasse, Fiano, Lanzo Torinese, Pessinetto, Traves, Vallo Torinese i Viù.

## Administració
| Període | Identitat        | Partit        |
| ------- | ---------------- | ------------- |
| 2004-   | Francesco Airola | Llista cívica |